# 하동 쌍계사 천왕문
하동 쌍계사 천왕문(河東 雙磎寺 天王門)은 경상남도 하동군 화개면 운수리, 쌍계사에 있는 천왕문이다. 
1974년 12월 28일 경상남도의 유형문화재 제126호 쌍계사 천왕문으로 지정되었다가, 2018년 12월 20일 현재의 명칭으로 변경되었다.

## 개요
쌍계사는 지리산 남쪽 기슭에 있는 절로 통일신라 성덕왕 23년(723)에 삼법이 지었으며, 문성왕 2년(840)에 진감국사가 다시 지었다. 원래 이름은 옥천사였으나 정강왕(재위 886∼887) 때 쌍계사로 이름을 바꾸었다. 임진왜란 때 불타 없어진 것을 벽암이 조선 인조 10년(1632)에 다시 지어 오늘에 이르고 있다.
쌍계사 천왕문은 숙종 30년(1704)에 박봉스님이 지었고 순조 25년(1825)에 고쳤으며, 현재의 건물은 고산스님이 1978년에 다시 수리한 것이다. 
사천왕을 모시는 문으로 사천왕은 부처님께 의지하여 불법을 수호하고 수도하는 스님과 선량한 사람을 돕는 4명의 수호신이다. 동주를 다스리는 지국천왕, 서주의 광목천왕, 남주의 증장천왕, 북주를 다스리는 다문천왕이 있다. 앞면 3칸·옆면 2칸의 규모이며, 지붕 옆면이 사람 인(人)자 모양인 맞배지붕집이다. 가운데 칸은 개방해서 통로로 사용하고 있고, 양 옆칸은 벽으로 막은 후 사천왕상을 모시고 있다. 사천왕상은 나무로 만든 것으로 조각 솜씨가 뛰어나다.
천왕문은 금강문보다 충실하고 튼튼하며, 다소 격이 높지만 금강문과 거의 비슷한 건축양식을 잘 나타내고 있다.

## 같이 보기
- 하동 쌍계사 사천왕상 - 경상남도 유형문화재 제413호

## 참고 문헌
- 하동 쌍계사 천왕문 - 국가유산청 국가유산포털